# オプティマスグループ
株式会社オプティマスグループ（英：OPTIMUS GROUP COMPANY LIMITED）は東京都港区に本社を置き、主にオーストラリアとニュージーランド向けに自動車関連の総合サービス事業を展開する自動車専門商社である。創業者は、現・代表取締役の山中信哉。

## 沿革
- 1988年　水産食品の輸入事業を開始（現、株式会社日貿）
- 1989年　ニュージーランド向けの中古自動車輸出事業を本格開始
- 1998年　海外市場向けに販売する中古自動車の清掃・整備会社を設立
- 2001年　中古自動車の船積前検査を行う会社を設立
- 2004年　ニュージーランドで株式会社日貿の債権回収補助事業を開始
- 2006年　ニュージーランドで輸入中古自動車の車検向け整備業務を開始
- 2008年　ニュージーランドで輸入中古自動車の卸売事業を開始
- 2009年　ニュージーランドでエンドユーザー向け自動車ローン業を開始
- 2011年　海上及び陸上運送の取扱等を行う会社を設立
- 2012年　ニュージーランドに中古自動車の非船舶運航業を行う会社を設立
- 2013年　ニュージーランドの中古自動車輸入検査会社を子会社化
- 2015年　株式会社オプティマスグループ設立
- 2017年　東京証券取引所　市場第二部（現スタンダード）に上場[4]
- 2019年　オーストラリアの中古自動車ディーラーと資本・業務提携[5]
- 2022年　オーストラリアのデータサービス提供企業を子会社化
- 2023年　
  - オーストラリアの新車ディーラーグループを子会社化[6]
  - ニュージーランドの自動車売オンラインマーケット運営会社を子会社化[7]
- 2024年
  - オーストラリアに輸入自動車の整備・登録会社を合弁で設立[8]
  - オーストラリアに輸入自動車検査会社を設立[9]
  - オーストラリアの自動車総合物流サービス会社を子会社化[10]